# Rugelia nudicaulis
 Rugelia nudicaulis  Shuttlew. ex Chapm., 1860  è una specie di pianta angiosperma dicotiledone della famiglia delle Asteraceae (sottofamiglia Asteroideae).  Rugelia nudicaulis è anche l'unica specie del genere  Rugelia  Shuttlew. ex Chapm., 1860 .

## Etimologia
Il nome generico (Rugelia) è stato dato in onore di Ferdinand Ignatius Xavier Rugel (1806–1878), primo studioso della specie. L'epiteto specifico (nudicaulis) indica un fusto spoglio.
Il nome scientifico della specie è stato definito dai botanici Robert James Shuttleworth (1810-1874) e Alvan Wentworth Chapman (1809-1899) nella pubblicazione " Flora of the Southern United States; Containing Abridged Descriptions of the Flowering Plants and Ferns of Tennessee, North and South Carolina, Georgia, Alabama, Mississippi and Florida: Arranged According to the Natural System. New York" ( Fl. South. U.S. 246) del 1860. Il nome scientifico del genere è stato definito nella stessa pubblicazione.

## Descrizione
Habitus. Rugelia nudicaulis ha un habitus di tipo erbaceo perenne rizomatoso. Le superfici delle piante è pubescenti per peli semplici. Altezza media: 20 – 40 cm.
Radici. Le radici sono secondarie da rizoma. I rizomi sono striscianti, mentre le radici sono fibrose e ramificate.
Fusto. La parte aerea in genere è eretta, scapiforme, semplice e poco ramosa. La superficie è scarsamente aracnoide, irregolarmente glabra nella parte basale e irsuta e/o stipitato-ghiandolare nella parte distale.
Foglie. Le foglie sono sia basali che cauline disposte in modo alternato. 
- Foglie radicali/basali: sono picciolate con una larga lamina a forma ovata; i bordi sono denticolati (17 - 22 denti per ciascun lato); le venature sono pennate. Le facce abassiali possono essere da tomentose ad aracnoso-villose; quelle adassiali glabre. Dimensione delle foglie: 5 - 15 x 3 – 10 cm.
- Foglie cauline: sono sessili e più piccole con lamina intera a forma ellittico-ovata; le venature sono palmate.

Infiorescenza. Le sinflorescenze sono composte da pochi capolini raccolti in formazioni corimbose-cimose. Le infiorescenze vere e proprie sono formate da un capolino terminale lungamente peduncolato di tipo discoide. Alla base dell'involucro (la struttura principale del capolino) può essere presente (ma non sempre) un calice formato da 1 - 3 brattee fogliacee. I capolini sono formati da un involucro, con forme da cilindriche a turbinate, composto da 10 - 15 brattee, al cui interno un ricettacolo fa da base ai fiori. Le brattee, lanceolate, sono disposte in modo più o meno embricato di solito su una (o due) serie e possono essere connate alla base. Il ricettacolo, a volte alveolato, è nudo (senza pagliette a protezione della base dei fiori); la forma è convessa. Diametro dell'involucro: 10 – 12 mm.
Fiori.  I fiori, da 30 a 40 per capolino, sono tetra-ciclici (formati cioè da 4 verticilli: calice – corolla – androceo – gineceo) e pentameri (calice e corolla formati da 5 elementi). Sono inoltre ermafroditi, tubulosi e actinomorfi.
- Formula fiorale:

*/x K {\displaystyle \infty }, [C (5), A (5)], G 2 (infero), achenio
- Calice: i sepali del calice sono ridotti ad una coroncina di squame.
- Corolla: nella parte inferiore i petali della corolla sono saldati insieme e formano un tubo. In particolare le corolle dei fiori del disco centrale (tubulosi) terminano con delle fauci dilatate a raggiera con cinque brevi lobi più o meno patenti. Il colore delle corolle è bianco o ocra.
- Androceo: gli stami sono 5 con dei filamenti liberi. La parte basale del collare dei filamenti può essere dilatata. Le antere invece sono saldate fra di loro e formano un manicotto che circonda lo stilo. Le antere sono senza coda ("ecaudate"), ottuse alla base. La struttura delle antere è di tipo tetrasporangiato, raramente sono bisporangiate. Il tessuto endoteciale è radiale o polarizzato. Il polline è tricolporato (tipo "helianthoid").[12]
- Gineceo: lo stilo è biforcato con due stigmi nella parte apicale. Gli stigmi hanno una forma troncata; possono essere ricoperti da minute papille o penicillati. Le superfici stigmatiche sono continue o disposte su due linee.  L'ovario è infero uniloculare formato da 2 carpelli.

Frutti. I frutti sono degli acheni con pappo. La forma degli acheni è strettamente cilindrico-oblunga; la superficie è percorsa da 20 coste longitudinali e può essere glabra. Non sempre il carpoforo è distinguibile. Il pappo, persistente, è formato da 80 - 120 setole rigide e scabre. Dimensione degli acheni: 4 – 6 mm.

## Biologia
Impollinazione: l'impollinazione avviene tramite insetti (impollinazione entomogama tramite farfalle diurne e notturne).

Riproduzione: la fecondazione avviene fondamentalmente tramite l'impollinazione dei fiori (vedi sopra).

Dispersione: i semi (gli acheni) cadendo a terra sono successivamente dispersi soprattutto da insetti tipo formiche (disseminazione mirmecoria). In questo tipo di piante avviene anche un altro tipo di dispersione: zoocoria. Infatti gli uncini delle brattee dell'involucro (se presenti) si agganciano ai peli degli animali di passaggio disperdendo così anche su lunghe distanze i semi della pianta. Inoltre per merito del pappo il vento può trasportare i semi anche a distanza di alcuni chilometri (disseminazione anemocora).

## Distribuzione e habitat
La specie di questa voce è distribuita in USA orientale.

## Tassonomia
La famiglia di appartenenza di questa voce (Asteraceae o Compositae, nomen conservandum) probabilmente originaria del Sud America, è la più numerosa del mondo vegetale, comprende oltre 23.000 specie distribuite su 1.535 generi, oppure 22.750 specie e 1.530 generi secondo altre fonti (una delle checklist più aggiornata elenca fino a 1.679 generi). La famiglia attualmente (2021) è divisa in 16 sottofamiglie; la sottofamiglia Asteroideae è una di queste e rappresenta l'evoluzione più recente di tutta la famiglia.

### Filogenesi
Il genere di questa voce appartiene alla sottotribù Tussilagininae della tribù Senecioneae (una delle 21 tribù della sottofamiglia Asteroideae). La sottotribù descritta in tempi moderni da Bremer (1994), dopo le analisi di tipo filogenetico sul DNA del plastidio (Pelser et al., 2007) è risultata parafiletica con le sottotribù Othonninae e Brachyglottidinae annidiate al suo interno. Attualmente con questa nuova circoscrizione la sottotribù Tussilagininae s.s. risulta suddivisa in quattro subcladi.
Le “Tossilaggine”, tradizionalmente, fanno parte della sottofamiglia delle "Tubiflore" (o attualmente Asteroideae); sottofamiglia caratterizzata dall'avere capolini con fiori tubulosi al centro ed eventualmente fiori ligulati alla periferia, brattee dell'involucro ben sviluppate e frutti con pappo biancastro e morbido. L'area di evoluzione della specie di questa voce, nell'ambito geografico delle tossilaggini, insieme ai generi Yermo e Arnoglossum, può essere considerata come un sottocentro del gruppo di tussilaggini Mesoamericano.
I caratteri distintivi per la specie  Rugelia nudicaulis sono:
- il portamento è erbaceo perenne;
- queste piante sono pubescenti;
- la venatura delle foglie è pennata.

Il numero cromosomico della specie è: 2n = 56 .

### Sinonimi
Sono elencati alcuni sinonimi per questa entità:
- Cacalia rugelia (A.Gray) T.M.Barkley & Cronquist, 1974
- Senecio rugelia  A.Gray, 1883